# 日本アセットマーケティング
日本アセットマーケティング株式会社（英: Japan Asset Marketing Co.,Ltd.）は、日本の不動産会社。

## 会社概要
かつてはポータルサイトジアースを運営していた。旧社名は株式会社アイディーユーコム・ドットコム→株式会社アイディーユー→株式会社ジアース。
赤字決算が継続する中、大幅な事業縮小を行ってきたが、2012年3月期決算で債務超過となった。2013年3月期決算では債務超過を解消している。
2013年3月にドン・キホーテ（現・パン・パシフィック・インターナショナルホールディングス。以下PPIH）の傘下に入り、同年12月よりドン・キホーテグループの建物資産を取得し賃借する事業を開始。2015年3月には不動産インターネットビジネス事業から撤退した。2017年、ドンキホーテホールディングス（現・PPIH）が新株予約権を行使して筆頭株主となっている。

## 沿革
- 1999年（平成11年）9月2日 - 株式会社アイディーユーコム・ドットコム設立。
- 2000年（平成12年）2月 - 社名を株式会社アイディーユーに変更。
- 2004年（平成16年）3月3日 - 東証マザーズに上場。
- 2008年（平成20年） - 不動産開発子会社の株式会社アイディーユープラスをジェイ・ウィル・パートナーズに売却[1]。
- 2010年（平成22年）7月1日 - 社名を株式会社ジアースに変更。
- 2013年（平成25年）
  - 3月1日 - 株式会社ドン・キホーテ及びその完全子会社である株式会社エルエヌと資本業務提携。
  - 4月22日 - 株式会社エルエヌに対する第三者割当増資により、同社が親会社となる。
  - 6月27日 - 社名を日本アセットマーケティング株式会社に変更。
- 2022年（令和4年）
  - 2月16日 - PPIHによる株式公開買付けが成立[2]。
  - 3月23日 - 東証マザーズ上場廃止。
  - 3月25日 - 株式売渡請求により、PPIHの完全子会社となる[3]。

## かつて存在した関連会社
- 株式会社マザーズオークション（初代、2009年12月吸収合併）
- 株式会社デューデリ&ディール（2010年3月子会社から持分法適用会社化、同年10月譲渡）
- 株式会社エヌ・プロパティーズ（2010年12月解散決議）
- 株式会社マザーズ・ローン・サービス（2010年12月解散決議）
- 白石興産株式会社（2010年12月解散決議）
- 株式会社ロケーションビュー（2012年8月譲渡）
- 株式会社東京不動産取引所（2013年11月吸収合併）
- 株式会社マザーズオークション（2代、2011年10月設立、2014年7月吸収合併）
- 株式会社マーズ（2014年7月吸収合併）